# Mozaraben
Mozaraben is de benaming voor de christenen die leefden onder moslim-dominantie tijdens de Moorse bezetting van het Iberisch schiereiland, het tegenwoordige Spanje en Portugal, vanaf 711.

## Vrijheden en onderdrukking
Voor de moslims waren ze, net als de Joden, dhimmi's. Ze konden hun geloof verder belijden doch dienden een speciale belasting te betalen. De Mozaraben hadden een eigen bestuur en eigen rechtbanken. Bekering tot de islam werd aangemoedigd. Bekering tot het christelijke geloof of tot het jodendom was verboden. De bouw van nieuwe kerken werd niet toegelaten. De Mozaraben hadden hun eigen ritus, de Visigotische ritus of ook wel Mozarabische ritus genoemd.
Naarmate de reconquista vorderde -de herovering van Spanje door christenen vanaf de 11de eeuw- werden de Mozarabische christenen opgenomen in de nieuwe christelijke koninkrijken van Noord-Spanje. Er kwam ook een migratie naar het noorden op gang, zeker in tijden van vervolging.

## Kunststijl
Deze Spaanse christenen introduceerden in de noordelijke christelijke koninkrijken een eigen Mozarabische kunststijl die door de Moorse kunst beïnvloed werd.
In de 10e eeuw werden kerken en kloosters in deze stijl gebouwd waarbij het gebruik van de hoefijzervormige boog opvallend was. In de streek van León zijn enkele van deze bouwwerken bewaard gebleven onder meer de priorij van San Miguel de Escalada uit 913 en de kerk van Peñalba de Santiago uit 937. Ook in Romaanse kerken vindt men Mozarabische invloed. De Romaanse San Isidrokerk (11e/12e eeuw) in León heeft gelobde bogen.

## Taal
De Mozaraben hebben invloed gehad op de taalontwikkeling in Spanje en Portugal. De Mozarabische taal bestond uit een geheel van Romaanse dialecten die door het gewone volk in de moslimgebieden van het Iberisch schiereiland gesproken werden. Arabische woorden werden, via contact met de Arabieren, opgenomen. Deze variëteit van dialecten ligt aan de basis van de ontwikkeling van het Portugees, het Castiliaans (of Spaans), het Catalaans, en verklaart waarom deze talen veel woorden van Arabische oorsprong hebben. De noordwaartse migratie van de Mozaraben verklaart ook de aanwezigheid van Arabische toponiemen voor plaatsen waar de Arabische bezetting niet lang heeft geduurd.

## Moderne Mozaraben
Terzijde kan vermeld worden dat misviering volgens de mozarabische (visigotische) ritus nog steeds gebeurt in een van de kapellen van de kathedraal van Toledo, dit met pauselijke toestemming. Een Mozarabische broederschap is er nog steeds actief.